# Vi ska till VM
Vi ska till VM, skriven av Magnus Uggla och Anders Henriksson, är den fotbollslåt som var kampsång  för Sveriges herrlandslag i fotboll vid VM 2002 i Japan och Sydkorea.
Magnus Uggla spelade in sången som bland annat gavs ut på en singel som toppade den svenska singellistan. Melodin testades även på Svensktoppen den 1 juni 2002 , men misslyckades med att ta sig in på listan .
Sommaren (norra halvklotet) 1994 uppträdde Magnus Uggla med Orup, och på flera spelningar dök Anders Glenmark och Niklas Strömstedt upp. Näst sista låt var "När vi gräver guld i USA", följd av "Varning på stan", men "När vi gräver guld i USA" överträffade "Varning på stan". Magnus Uggla och teknikern Janne Apelholm kom ut iklädda vikingahjälmar och sjöng "Vi är svenska fotbollsgrabbar" till pianoackompanjemang, och Magnus Uggla menade att om det blev vikingahjälmar även 2002, skulle alla förstå varför .

## Listplaceringar
| Lista (2002) | Position |
| ------------ | -------- |
| Sverige      | 1        |